# Sekundærrute 451
Sekundærrute 451 er en rutenummereret landevej i Østjylland.
Ruten går fra Europaplads i Århus forbi Beder, Malling, Odder og til Horsens, hvor ruten slutter ved Hattingvej. 
Rute 451 har en længde på 55 km.